# 캘리포니아 롤

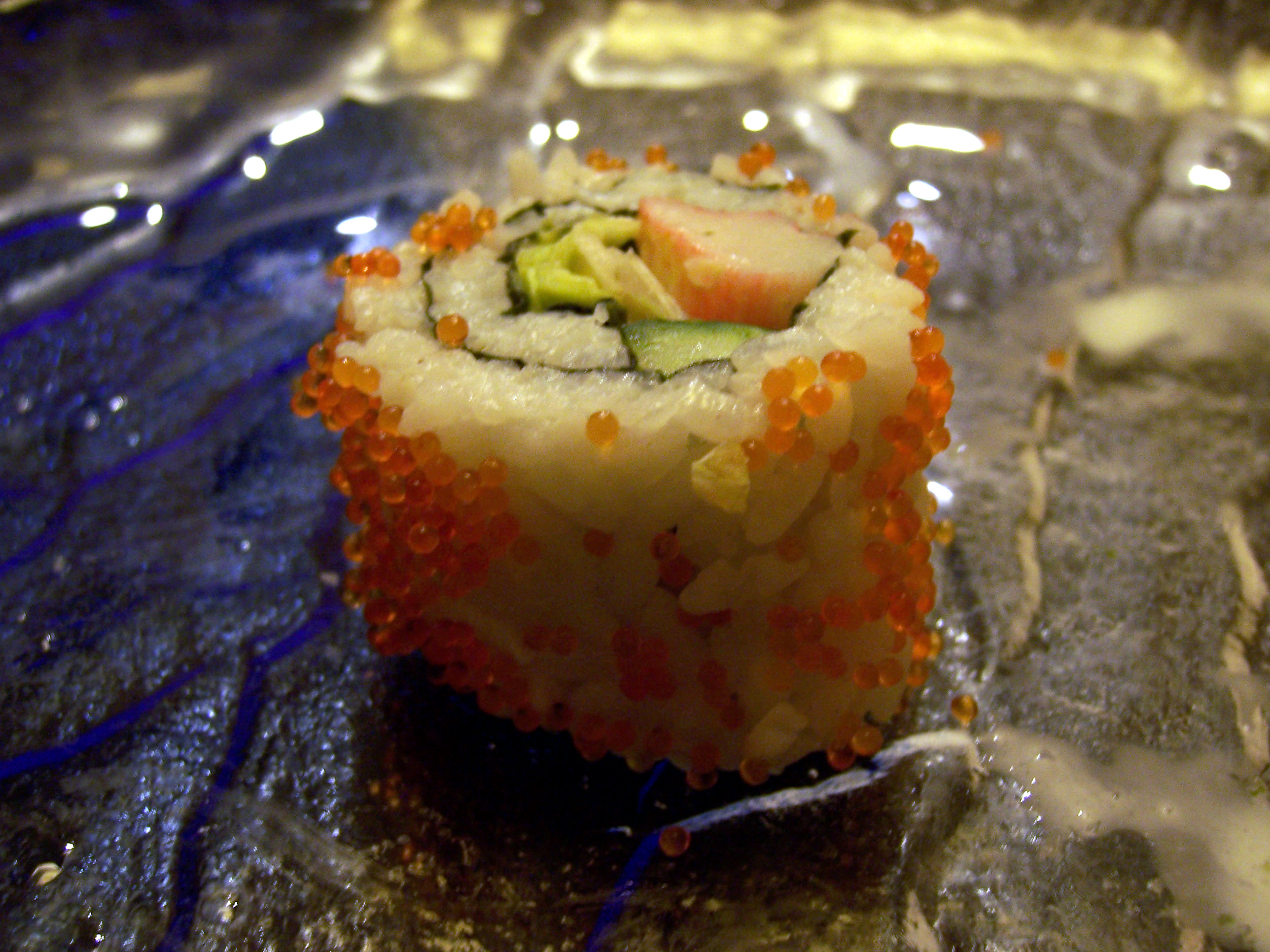
캘리포니아 롤

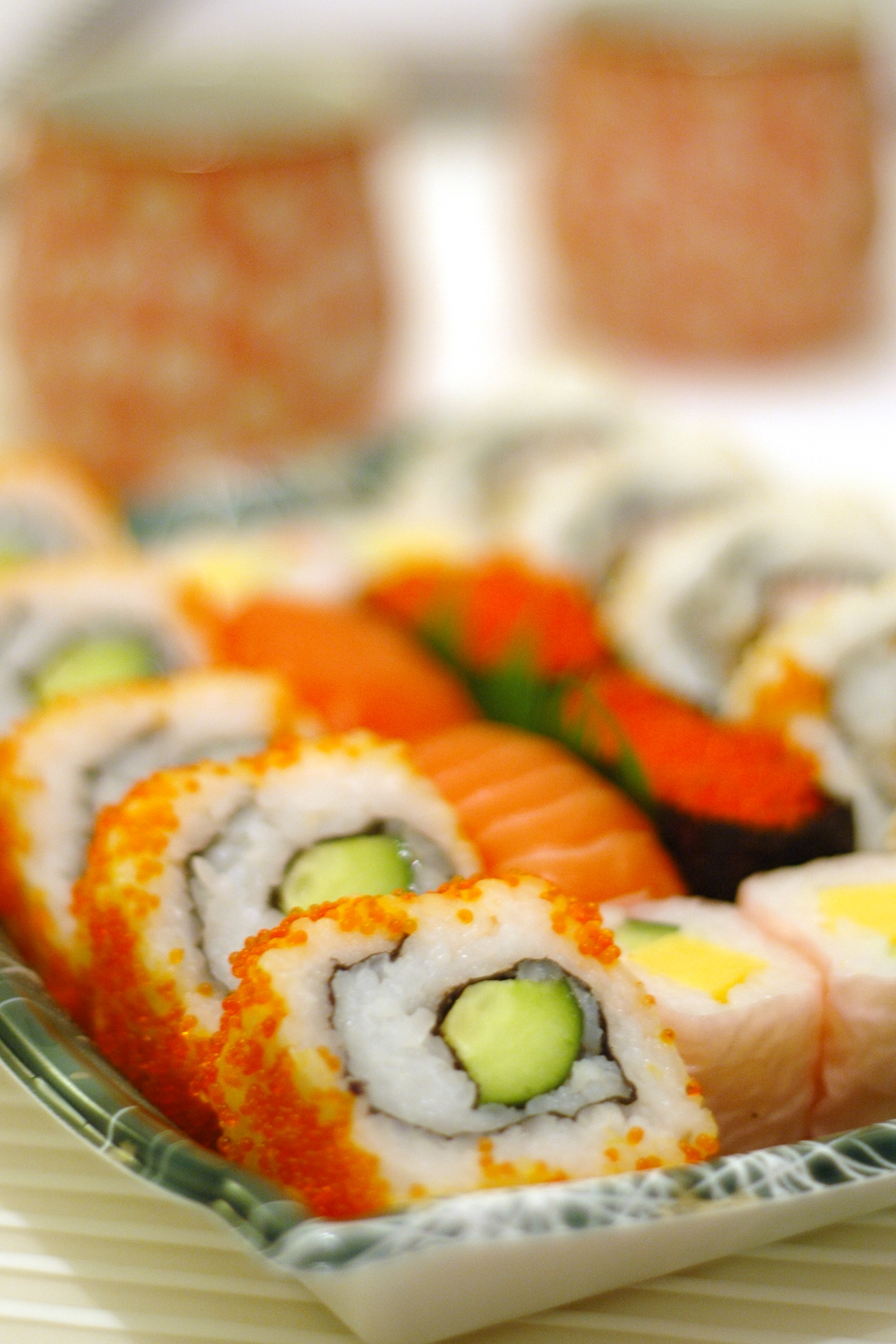
캘리포니아 롤

캘리포니아 롤(California roll)은 마키즈시의 일종이다. 캘리포니아 롤은 게맛살, 게살, 아보카도, 마요네즈, 흰 깨 등을 우라마키로 만든 것을 가리킨다.

## 기원
1963년, 로스앤젤레스의 리틀도쿄에 개점한 '동경회관'(1998년 폐점)내부의 스시바에서 동경회관 오너인 '小高大吉郎(오다카 다이키치로)'의 제안을 초밥장인이던 '真下一郎(마시타 이치로)'가 받아들여 타라바게의 다리살에 아보카도와 마요네즈를 더해 마키스시를 고안한 것이 시작이다. 이후 캘리포니아롤 이라 불리며 1980년대까지 미국 각지에서 만들어지게 되어 세계적으로 알려지게 되었다.
또한 캘리포니아롤과 유사한 마키스시로 캐나다 밴쿠버에 있는 유명한 일본요리점인 Tojo's의 '東條英員(토죠 히데카즈)'가 1974년에 고안한 'Tojo Roll'이 있다. 재료는 게살, 아보카도, 시금치, 계란말이를 밥이 바깥으로 오는 형식으로 만든 마키스시로서, 당시 날생선과 김에 거부감을 느끼던 손님을 위해 만들었던 것으로 이쪽이 캘리포니아롤의 원조라는 설도 있다.

## 참고 문헌
- Corson, Trevor (2007). 《The Zen of Fish: The Story of Sushi, from Samurai to Supermarket》. HarperCollins. ISBN 978-0060883508.
- Corson, Trevor (2008). 《The Story of Sushi: An Unlikely Saga of Raw Fish and Rice》. Harper Perrenial. ISBN 978-0060883515.
- Issenberg, Sasha (2007). 《The Sushi Economy: Globalization and the Making of a Modern Delicacy》. Penguin. ISBN 9781592402946.
- Smith, Andrew F. (2013). 〈Sushi and sashimi〉. 《Food and Drink in American History: A "Full Course" Encyclopedia》 3. ABC-CLIO. ISBN 9781610692335.